# 湊町 (八戸市)
大字湊町（おおあざみなとまち）は、青森県八戸市の大字であり、旧三戸郡浜通村の一部、旧三戸郡湊村大字浜通の一部、旧三戸郡湊町大字浜通の一部、旧八戸市大字浜通の一部に相当する。八戸市によれば、23の小字がある。郵便番号は031-0812。

## 地理
八戸市役所から東に4.4キロメートル (km) のところに位置する。新井田川河口の位置し、南北に2.4 km、東西に1.1 kmの細長い地形である。北に太平洋、新湊、東に白銀町、南に湊高台、西に新井田、新井田川を超えて、諏訪、小中野、江陽が隣接する。鉄道の駅はJR八戸線陸奥湊駅がある。幹線道路は青森県道1号、青森県道29号八戸環状線が通る。陸奥湊駅前には八戸魚菜市場をはじめ館鼻岸壁朝市とする魚介類を扱う市場が多くあり、観光名所のひとつとなっている。また、地内最北端の館鼻の高台には館鼻公園があり、2007年に完成した展望台「グレットタワーみなと」から八戸市街を一望できる。

### 河川
- 新井田川

### 小字
青森地方法務局八戸支局の「八戸市登記所備付地図データ」（2024年10月5日時点）およびデジタル庁公表のアドレス・ベース・レジストリの「八戸市町字マスターデータセット」（2024年8月13日時点）および八戸市公表の「八戸市の地名」（2021年2月3日時点）によれば、大字湊町の小字は以下の通りである。
| 大字     | 小字         | 出典         | 出典 | 出典 |
| 大字     | 小字         | 町字マスター | 地名 | 登記 |
| -------- | ------------ | ------------ | ---- | ---- |
| 大字湊町 | 字赤坂       | ○            | ○    | ○    |
| 大字湊町 | 字ホロキ長根 | ○            | ○    | ○    |
| 大字湊町 | 字下河原     | ○            | ○    | ○    |
| 大字湊町 | 字下条       | ○            | ○    | ○    |
| 大字湊町 | 字下新井田道 | ○            | ×    | ○    |
| 大字湊町 | 字下大久保道 | ○            | ○    | ○    |
| 大字湊町 | 字下沢巻目   | ○            | ○    | ○    |
| 大字湊町 | 字下田屋前   | ○            | ×    | ○    |
| 大字湊町 | 字館鼻       | ○            | ○    | ○    |
| 大字湊町 | 字久保       | ○            | ○    | ○    |
| 大字湊町 | 字穴畑       | ○            | ○    | ○    |
| 大字湊町 | 字鮫ノ口     | ○            | ○    | ○    |
| 大字湊町 | 字汐越       | ○            | ○    | ○    |
| 大字湊町 | 字上ノ山     | ○            | ○    | ○    |
| 大字湊町 | 字上中道     | ○            | ○    | ○    |
| 大字湊町 | 字上田屋前   | ○            | ○    | ○    |
| 大字湊町 | 字新井田道   | ○            | ○    | ○    |
| 大字湊町 | 字大沢       | ○            | ○    | ○    |
| 大字湊町 | 字中巻目     | ○            | ○    | ○    |
| 大字湊町 | 字中沢巻目   | ○            | ○    | ○    |
| 大字湊町 | 字中道       | ○            | ○    | ○    |
| 大字湊町 | 字縄張       | ○            | ○    | ○    |
| 大字湊町 | 字本町       | ○            | ○    | ○    |
| 大字湊町 | 字柳町       | ○            | ○    | ○    |
| 大字湊町 | 字油久保     | ○            | ○    | ○    |

## 世帯数と人口
2017年（平成29年）4月30日現在の世帯数と人口は以下の通りである。
| 小字       | 世帯数    | 人口    |
| ---------- | --------- | ------- |
| 赤坂       | 259世帯   | 502人   |
| 穴畑       | 308世帯   | 704人   |
| 油久保     | 241世帯   | 572人   |
| 上ノ山     | 118世帯   | 256人   |
| 大沢       | 270世帯   | 579人   |
| 上田屋前   | 214世帯   | 450人   |
| 上中道     | 103世帯   | 226人   |
| 久保       | 122世帯   | 256人   |
| 鮫ノ口     | 246世帯   | 583人   |
| 汐越       | 9世帯     | 22人    |
| 下大久保道 | 244世帯   | 542人   |
| 下河原     | 66世帯    | 135人   |
| 下沢巻目   | 1世帯     | 6人     |
| 下条       | 59世帯    | 110人   |
| 館鼻       | 131世帯   | 252人   |
| 中沢巻目   | 64世帯    | 142人   |
| 中巻目     | 6世帯     | 11人    |
| 中道       | 216世帯   | 453人   |
| 縄張       | 249世帯   | 514人   |
| 新井田道   | 369世帯   | 800人   |
| ホロキ長根 | 144世帯   | 293人   |
| 本町       | 66世帯    | 123人   |
| 柳町       | 99世帯    | 176人   |
| 計         | 3,604世帯 | 7,707人 |

## 歴史

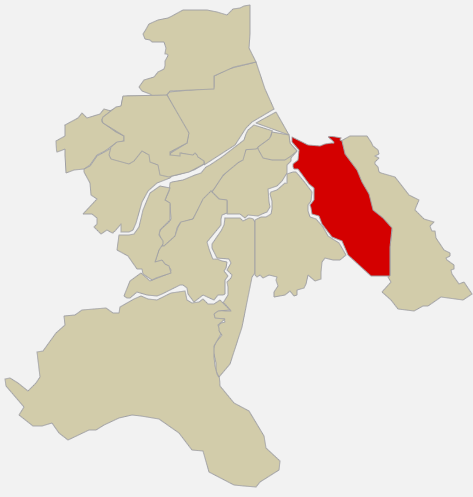
1929年までの三戸郡湊町の行政区

### 沿革
- 1926年（大正15年）国有鉄道の陸奥湊駅が開業。
- 1929年（昭和4年）
  - 4月26日 - 三戸郡湊町が八戸町、小中野町、鮫村と合併し、八戸市大字浜通の一部となる[10]。
  - 5月3日 - 大字浜通のうち旧湊町大字浜通の区域をもって、大字湊町が成立[11]。
- 1952年（昭和27年）4月30日 - 「大字湊町の一部名称の変更」が八戸市議会で議決され、同年5月1日に湊町の一部をもって白銀町が成立した[12]。

## 交通

### 鉄道
- JR東日本八戸線 - 陸奥湊駅が設置されている。

### 道路
- 青森県道1号八戸階上線 - 北部を東西に横断する。
- 青森県道29号八戸環状線 -　南西辺を走る。

## 施設
- 八戸特別地域気象観測所
- 第二管区海上保安本部八戸海上保安部八戸信号所 - 海上保安庁の施設。
- 湊公民館
  - 八戸市営図書館湊分室
- 下条町内集会所
- 大沢町内会集会所
- 八戸湊郵便局
- 八戸湊台郵便局
- 八戸市立湊小学校
- 八戸市立青潮小学校
- 八戸市立湊保育園
- ひまわり保育園
- 湊緑地
- 館鼻公園
- 海安寺
- 十王院
- 秋葉神社 - 字赤坂と字繩張の二ヶ所。
- 金剛稲荷神社
- 大祐神社
- 八坂神社
- 竹駒神社
- 川口神社
- 神明宮
  - 八戸市立湊中学校は隣接する白銀町に置かれ、湊町内にはない。